# 무주 오산리 구상화강편마암
무주 오산리 구상화강편마암(茂朱 吾山里 球狀花崗片麻巖, Muju Osanri orbicular granitic gneiss)은 전북특별자치도 무주군 무주읍 오산리에 있는, 영남 지괴 내 화강편마암에 생긴 구상암(球狀巖)이다. 대한민국의 천연기념물 제249호 및 진안무주 국가지질공원의 지질명소로 지정되어 있다.

## 지질
공처럼 둥근 암석인 구상암(球狀巖)은 대부분 화강암 속에서 발견되는데, 전 세계적으로 100여 곳에서만 발견되었으며, 한국에서는 5곳에서 발견되었다. 무주 오산리 구상화강편마암의 둥근 핵은 지름이 5∼10 cm 이고 색깔은 어두운 회색이거나 어두운 녹색이다. 이 구상암은 화강암이 아닌 변성암 속에 있어 매우 희귀한 경우에 속하여 학술적으로 대단히 중요한 가치를 지닌다.
무주군 무주읍 오산리 지역은 영남 지괴/영남 육괴의 선캄브리아기 화강암질 편마암(화강편마암)으로 구성된다. 이 암석은 영동군 황간면에서 영동 단층을 따라 무주군 부남면까지 북동-남서 방향으로 이어지며 흑운모 편마암 내에 주입하였고 가끔 흑운모 편마암의 포획체를 포함한다.
고장 사람들은 암석의 표면이 마치 호랑이 무늬를 닮았다하여 "호랑이 바위"라고 부르기도 한다.

### 성인
구상화강편마암은 우백질 복운모 화강암 내에 포획암 형태로 나타나는데, 오창환 외(2013)는 우백질 복운모 화강암에 대한 SHRIMP 저어콘 연대측정 결과를 1875±75 Ma, 구상 화강편마암을 형성시킨 변성작용 시기를 1867±4 Ma (고원생대 오로세이라기)로 보고하였다. 이 우백질 복운모 화강암은 섭입대 환경에서 형성된 것으로 추정된다.
구상화강편마암의 성인(成因)에 대해, 손치무 외(1980)는 변성퇴적암이 우백질 화강편마암화 작용을 받아서 형성되었다고 설명하였으며, 권용완 외(1995)는 화강섬록암내에 포획된 니질 기원의 퇴적암이 광역변성작용에 수반된 변성분화작용에 의해 형성되었다고 설명하였다. 오창환 외(2013)는 19억년 전 섭입대 전호(forearc) 지역에 형성된 퇴적암이 18억 7500만년 전 대륙 충돌에 매몰된 후 용융되어 마그마를 만들었으며 니질 기원 변성퇴적암이 마그마 내에 침강하여 열변성작용을 받아 구상화강편마암이 형성되었다고 설명하였다.

## 찾아가는 길
무주군 무주읍 오산리, 국도 제30호선이 왕정길과 교차하는 곳에 안내 표지판이 있다. 이곳에서 1차선 포장도로인 왕정길을 따라 왕정마을을 지나 3 km 정도 직진하면 삼거리에 표지판이 하나 더 있고 오른쪽으로 진행하면 산으로 올라가는 길이 있다. 이 길을 따라 300 m 올라가면 화강편마암이 있다. 

## 같이 보기
- 진안무주 국가지질공원
- 무주군의 지질
- 영남 지괴
- 상주 운평리 구상화강암
- 부산 전포동 구상반려암